# Мойсеєнко Григорій Логвинович
Григорій Логвинович Мойсеєнко (1909, село ?, тепер Доманівського району Миколаївської області — ?) — український радянський діяч, новатор виробництва, муляр Дніпродзержинського коксохімічного заводу імені Орджонікідзе Дніпропетровської області. Депутат Верховної Ради УРСР 3-го скликання.

## Біографія
Народився у родині селянина. Трудову діяльність розпочав у 1929 році колгоспником у рідному селі. Закінчив школу, технікум. Після закінчення технікуму очолював бригаду з ремонту колії на станції Верхівцеве.
У 1938—1941 роках — муляр коксового цеху Дніпродзержинського коксохімічного заводу імені Орджонікідзе Дніпропетровської області.
З 1941 року — у Червоній армії. Учасник німецько-радянської війни. Служив заступником командира міномету 5-ї батареї, навідником 9-ї батареї 43-го гвардійського артилерійського полку 15-ї гвардійської стрілецької дивізії 3-го Українського фронту.
Член ВКП(б) з 1943 року.
У 1946 році повернувся в Дніпродзержинськ. Працював мулярем Дніпродзержинського коксохімічного заводу імені Орджонікідзе Дніпропетровської області.

## Звання
- молодший лейтенант

## Нагороди
- ордени
- медалі